# Riedelia maxima
Riedelia maxima là một loài thực vật có hoa trong họ Gừng. Loài này được Theodoric Valeton miêu tả khoa học đầu tiên năm 1913.

## Phân bố
Loài này được tìm thấy ở Sabang, sông Noordrivier / Noord fluss (sông Lorentz) ở tây nam đảo New Guinea, thuộc địa phận tỉnh Papua, Indonesia. cũng như tại Papua New Guinea. Mẫu vật điển hình: B. Branderhorst 354 thu thập gần Alkmaar, L.S.A.M. von Römer 422 tại Alkmaar, G.M. Versteeg 1334 gần Sabang và G.M. Versteeg 1518 tại Alkmaar.